# Глиницька Воля
Глиницька Воля — колишнє село в Яворівському районі Львівської області. 

## Історія
У 1880 року село належало до Яворівського повіту Королівства Галичини та Володимирії Австро-Угорської імперії, було 1087 жителів: 594 греко-католики, 421 римо-католик, решта 72 — юдеї.
На 1 січня 1939 року в селі мешкало 1350 осіб, з них 700 українців-греко-католиків, 470 українців-римокатоликів, 20 поляків, 135 польських колоністів міжвоєнного періоду, 25 євреїв. Село входило до ґміни Ґнойніце Яворівського повіту Львівського воєводства Польської республіки. Після анексії СРСР Західної України в 1939 році село включене до Краківецького району Львівської області.

## Церква
У селі була давня дерев'яна церква з 1730 року. У 1930 році збудували нинішню дерев'яну церкву Св. Онуфрія.  Церква у користуванні громади УГКЦ.
Місцева греко-католицька громада від початку належала до парафії Глиниці Яворівського деканату (з 1920 р. — Краковецького деканату) Перемишльської єпархії.

## Сьогодення
За радянських часів Глиницьку Волю приєднано до сусіднього села Глиниці — тепер це південна частина села.